# Franco Stupaczuk
Franco Hernán Stupaczuk (* 25. März 1996 in Chaco) ist ein argentinischer Padelspieler, der bereits die Führung der Weltrangliste der International Padel Federation einnahm. Er spielt auf der Rückhandseite neben Juan Lebrón.

## Sportliche Laufbahn
Stupaczuk wurde bereits mit acht Jahren argentinischer Padel-Meister bei den Junioren unter 12 Jahren. Im Jahr 2012 nahm er an den Padel-Weltmeisterschaften teil und wurde mit 16 Jahren die Nummer eins des argentinischen Verbandes. Kurz darauf gab er sein Debüt auf der World Padel Tour. Im Jahr 2016 war sein Partner Marcello Jardim, mit dem er gute Ergebnisse erzielte. Sein bisheriger Partner war Martín Di Nenno, der einen schweren Verkehrsunfall erlitten hatte, sodass er mit dem Brasilianer zusammen spielen wollte, bis Di Nenno sich wieder erholt hat. Zusammen bildeten sie jahrelang eines der bedeutendsten Junioren-Paare Argentiniens, sie wurden „Los Superpibes“ (spanisch Die Superkids) genannt.

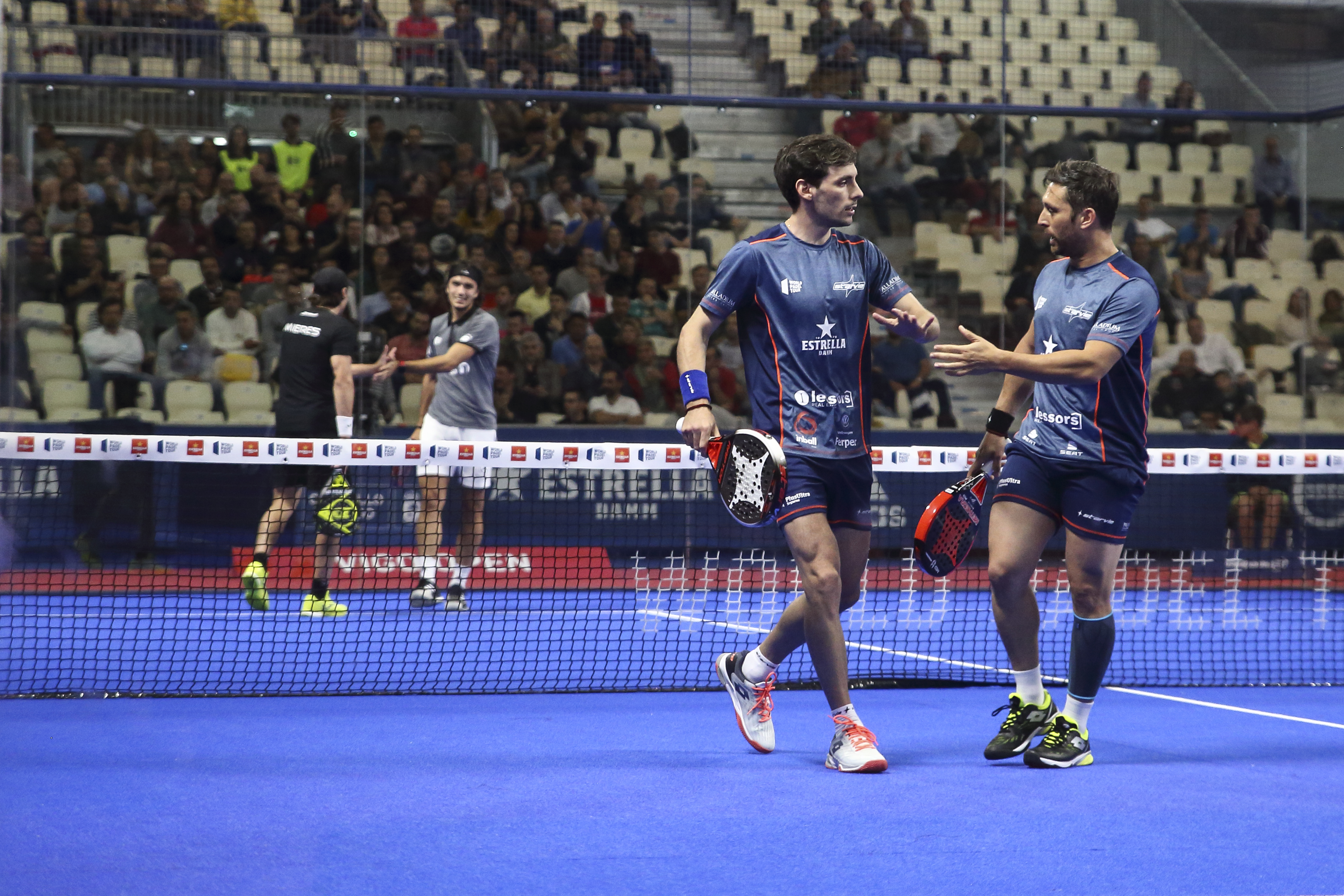
Franco Stupaczuk mit seinem Partner Martín Di Nenno, die inzwischen erwachsenen „Superkids“, bei den Vigo Open 2019

Von 2017 bis Mitte 2019 spielte er an der Seite von Cristián Gutiérrez. Die zweite Saisonhälfte spielte er an der Seite von Matías Díaz, mit dem er trotz seiner Position als Nummer sieben der Weltrangliste die Córdoba Open und später die Vigo Open 2019 gewinnen konnte. Im Jahr 2020 schlossen sich Stupaczuk und Sanyo Gutiérrez zusammen und beendeten das Jahr als drittbestes Paar in der Rangliste. Für die Saison 2021 gab Stupaczuk seinen neuen Teamkollegen Álex Ruiz bekannt und erreichte Platz vier der Weltrangliste. 2022 gelang es ihm mit dem dreimaligen Weltranglistenersten Pablo Lima, alle Top-Paarungen zu schlagen.
Im Jahr 2023 fand nach sieben Jahren die Rückkehr der „Superpibes“ statt. Stupaczuk und Martín Di Nenno gaben ihr Ziel bekannt, die Nummer eins der Weltrangliste werden zu wollen. Das Paar begann als Nummer fünf der Rangliste, aber nach einer guten Leistung im ersten Turnier, dem Abu Dhabi Masters, landeten sie auf Platz vier, nachdem sie im Halbfinale nur knapp gegen Juan Lebrón und Alejandro Galán verloren hatten. Beim zweiten Turnier des Jahres, dem ersten Premier Padel, dem Qatar Major, erreichten sie das Finale, indem sie einen weiteren Kandidaten für den Kampf um den ersten Platz, das Doppel Arturo Coello und Agustín Tapia, mit 5:7, 6:3 und 6:2 schlugen. Im Finale besiegten sie Fernando Belasteguín und Sanyo Gutiérrez  mit 6:2 und 7:6 in einer rein argentinischen Begegnung. Seit 2024 spielte zunächst mit Miguel Yanguas, anschließend mit Juan Lebrón.

## Siege beim Premier Padel
| Nr. | Jahr | Turnier | Kategorie | Partner         | Gegner                               | Ergebnis        |
| --- | ---- | ------- | --------- | --------------- | ------------------------------------ | --------------- |
| 1.  | 2022 | Mendoza | P1        | Pablo Lima      | Fernando Belasteguín Arturo Coello   | 6:2, 4:6, 7:68  |
| 2.  | 2022 | Gizeh   | P1        | Pablo Lima      | Alejandro Galán Juan Lebrón          | 2:6, 7:64, 7:64 |
| 3.  | 2023 | Doha    | Major     | Martín Di Nenno | Sanyo Gutiérrez Fernando Belasteguín | 6:2, 7:65       |
| 4.  | 2024 | Gizeh   | P2        | Miguel Yanguas  | Lucas Bergamini Javi Garrido         | 6:3, 7:62       |
| 5.  | 2025 | Cancún  | P2        | Juan Lebrón     | Leonel Aguirre Gonzalo Alfonso       | 6:2, 6:3        |